# Jacques-Marie Beauvarlet-Charpentier
Pour les articles homonymes, voir Beauvarlet Charpentier et Charpentier (homonymie).
Jacques-Marie Beauvarlet-Charpentier, né à Lyon le 31 juillet 1766 et mort à Paris le 7 septembre 1834, est un organiste et compositeur français. 

## Biographie
Il succéda à son père Jean-Jacques Beauvarlet Charpentier à l'orgue de l'église Saint-Paul de Lyon. Après la Révolution française, il obtint le poste de titulaire à Saint-Germain-des-Prés, et en 1815, celui de Saint-Eustache. 
On lui doit, outre des œuvres vocales sur des textes patriotiques et sacrés, des Pièces pour piano-forte, des Romances, 6 Magnificat, 2 Te Deum, 6 Hymnes pour les principales fêtes de l'année, 15 noëls, des messes d'orgue, un Journal d'orgue paru à partir de 1822.
La pièce la plus connue de Jacques-Marie Beauvarlet-Charpentier est Victoire de l’Armée d’Italie ou Bataille de Montenotte, pour le forte-piano, ou orgue, publiée à Paris vers 1797.